# روز سوم (مجموعه تلویزیونی)
روز سوم (به انگلیسی: The Third Day) مجموعه تلویزیونی بریتانیایی-آمریکایی در ژانر روانی تریلر - درام ساخته فلیکس بارت و دنیس کلی برای اچ‌بی‌او و اسکای آتلانتیک است.
این مجموعه که محصول مشترک Sky Studios، پلن بی انترتینمنت و Punchdrunk است، در ۱۴ سپتامبر سال ۲۰۲۰ در ایالات متحده از اچ‌بی‌او و در ۱۵ سپتامبر سال ۲۰۲۰ در بریتانیا از اسکای آتلانتیک به نمایش درآمد.

## داستان
این سریال سفرهای زن و مردی را روایت می‌کند که در زمان‌های متفاوت به جزیره‌ای مرموز می‌روند.
تولید این سریال به سه بخش پیوسته تقسیم می‌شود. اولین بخش تحت عنوان «تابستان» به کارگردانی مارک موندن، دربارهٔ سام (با بازی جود لا) است. مردی که به جزیره‌ای مرموز در سواحل انگلیس می‌رود. او در آنجا با گروهی از جزیره‌نشینان روبرو می‌شود که قصد دارند سنت‌های دیرینه خود را به هر قیمتی حفظ کنند.
بخش دوم این سریال به‌نام «پاییز» در قالب یک رویداد زنده دوازده ساعته در جزیره پخش شد. بخش زنده این نمایش که توسط تهیه‌کنندگان برنامه به عنوان یک "رویداد قابل توجه در تئاتر " توصیف گشت، طی یک برداشت مداوم پخش شد و در نظر گرفته شده بود تا به بینندگان روز سوم اجازه دهد که "داستان را همانطور که اتفاق می‌افتد تجربه کنند". جود لاو و دیگر بازیگران سریال در آن حضور دارند. در قسمت دوم نیز فلورانس ولش، خواننده حضور دارد.
بخش سوم سریال با عنوان «زمستان» به کارگردانی فیلیپا لوتورپ، دربارهٔ هلن (با بازی نائومی هریس) می‌باشد. هلن یک خارجی با اراده قوی است که برای یافتن پاسخ پرسش‌هایش به جزیره می‌آید، اما ورودش منجر به عواقب ناخوشایندی می‌شود.